# María Eugenia Suárez
María Eugenia Suárez Riveiro sau China Suárez  (n. 9 martie 1992) este o actriță, cântăreață și fotomodel argentiniană. Este cunoscută pentru rolul personajului Jazmin Romero în Casi ángeles.